# Regatul României

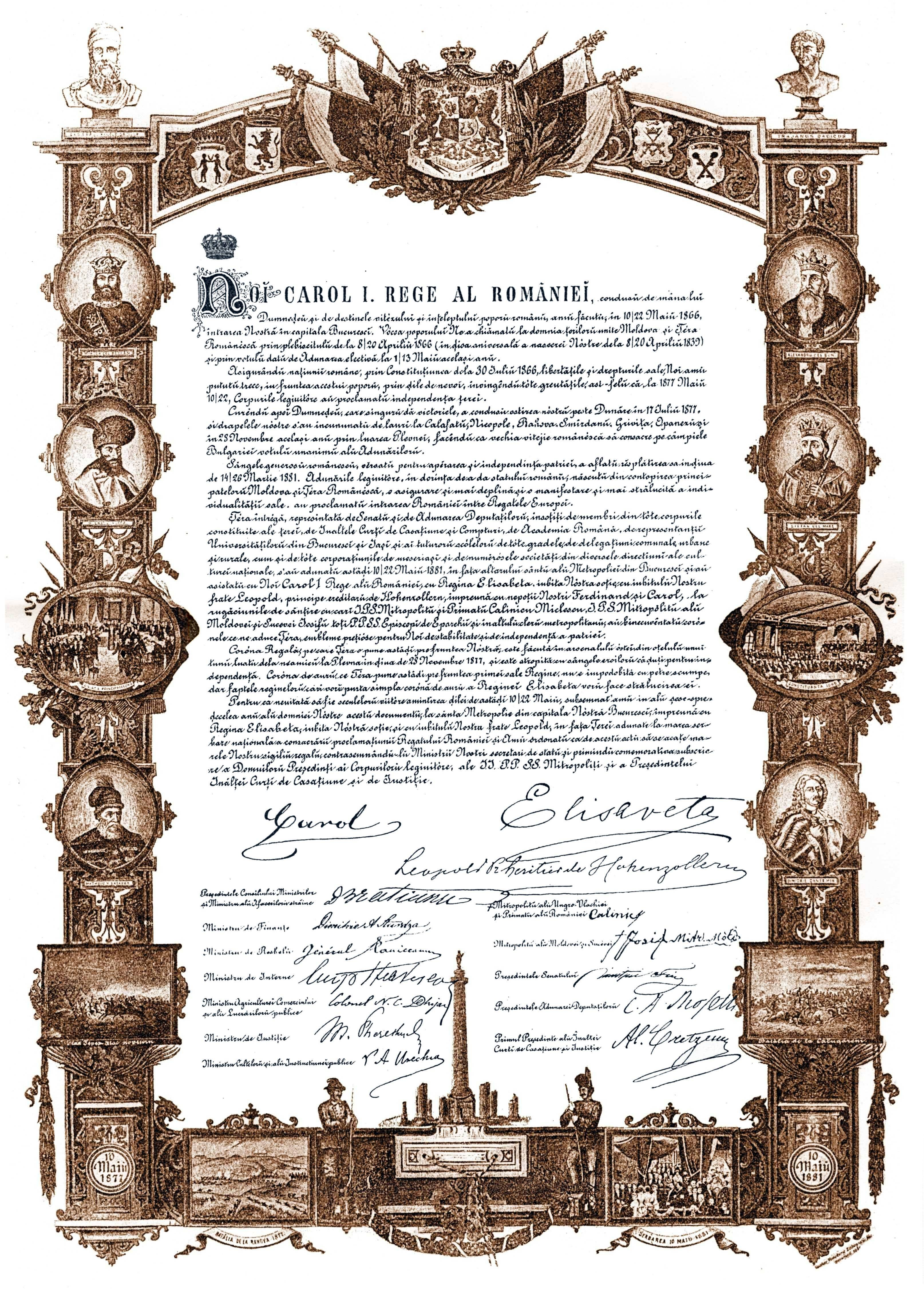
Actul proclamării Regatului

România a fost recunoscută ca stat independent în urma Războiului de Independență din 1877–1878. În anul 1878 domnitorul (principele) Carol I de Hohenzollern a primit titlul de „alteță regală”. În anul 1881 a fost modificată Constituția din 1866, pentru a specifica, printre altele, faptul că din acel moment șeful statului va fi numit rege, iar România, regat sau monarhie constituțională (Regatul României). Ceremonia de încoronare a avut loc pe 10 mai 1881.
Prin tratatele de pace din 1878, de la San-Stefano și Berlin, România a obținut a patra sa provincie, Dobrogea de Nord, cu județele Tulcea și Constanța. În 1913, regele Carol I a implicat România în Al Doilea Război Balcanic, care s-a terminat prin înfrângerea Bulgariei. Tratatul de la București din 1913 consfințește statutul Regatului României ca putere regional-balcanică și, totodată, aduce României o nouă provincie, Dobrogea de Sud, cunoscută sub numele de Cadrilater, cu județele Durostor și Caliacra. În 1914, regele Carol I moare și rege al României devine principele moștenitor, Ferdinand I (1914-1927).
Banatul, Transilvania, Basarabia și Bucovina s-au unit cu Regatul României după Primul Război Mondial. După cel de-Al Doilea Război Mondial și ocuparea României de către trupele sovietice, ultimul rege al țării, Mihai I, a fost silit să abdice în data de 30 decembrie 1947.

## Istoric

### Vechiul Regat

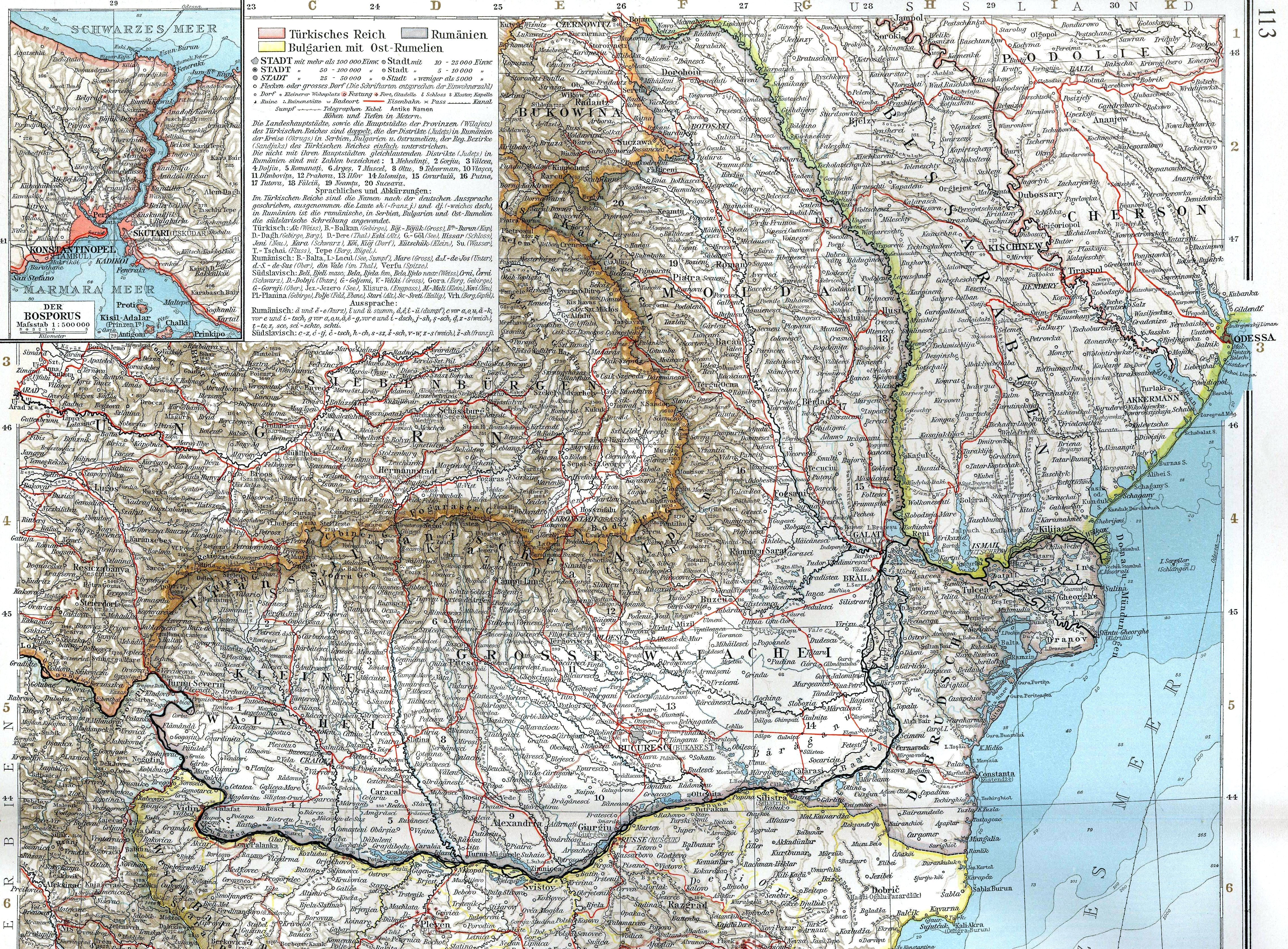
România 1878-1913

Ascendența din 1859 a lui Alexandru Ioan Cuza în funcția de Domn al Moldovei și al Țării Românești sub suzeranitatea nominală a Imperiului Otoman a unit o parte a națiunii române în jurul unui singur conducător. În 1862 cele două principate s-au unit formal sub numele de România, cu capitala la București.
Pe 23 februarie 1866 o așa-numită Monstruoasă coaliție, compusă din conservatori și radicalii liberali, l-a forțat pe Cuza să abdice. Prințul german Carol de Hohenzollern-Sigmaringen a fost desemnat Prinț al României, în speranța asigurării sprijinului german pentru o viitoare unire și independență. Descendenții săi au devenit regii României, până la venirea la putere a comuniștilor în 1947.
În 1877, după un război ruso-româno-turc, România a devenit independentă, dar sudul Basarabiei este reanexat la Rusia. 
La data de 14 martie 1881, România a fost proclamată regat, iar Carol a fost încoronat ca prim rege al României.
Noul stat, situat geografic între imperiile Otoman, Austro-Ungaria și Rusia și Regatul Serbiei, privea cu speranță înspre vest, în special spre Franța, pentru modelele sale culturale, educaționale și administrative.
În 1916, România a intrat în Primul Război Mondial de partea Antantei. În 1918, imperiile austro-ungar și rus s-au dezintegrat; Adunarea Națională în Transilvania și Sfatul Țării în Basarabia și Bucovina și-au proclamat Unirea cu România, iar Ferdinand a fost încoronat Rege al României, la Alba Iulia, pe 15 octombrie 1922.
Vechiul Regat este un termen colocvial utilizat pentru a nominaliza teritoriile acoperite de primul stat românesc independent: Principatele Unite - Moldova și Țara Românească. Locuitorii acestor ținuturi sunt numiți regățeni. Termenul a apărut după Primul Război Mondial, când Vechiul Regat s-a unit cu Banatul, Basarabia, Bucovina și Transilvania.

### Primul Război Mondial
Campania militară a Regatului României din timpul Primului Război Mondial s-a terminat cu un dezastru; la începutul anului 1918 forțele românești mai controlau doar teritoriul Moldovei din 1859, după ce s-a reușit stoparea ofensivei Puterilor Centrale în bătăliile de la  Mărășești,  Mărăști și Oituz. Când bolșevicii au cucerit puterea în urma Revoluției din Octombrie și au semnat cu germanii Tratatul de la Brest-Litovsk, România a fost lăsată complet izolată și încercuită de forțele ostile, neavând altă opțiune decât să iasă la rândul ei din război și să accepte condițiile umilitoare ale Păcii de la București. După ofensiva încununată cu succes de la Salonic care a avut ca rezultat scoaterea din război a Bulgariei, România a reintrat în război pe 10 noiembrie 1918, cu doar o zi mai înainte ca războiul să se încheie în vest.
După dezintegrarea Imperiului austro-ungar și a Imperiului Rus, Regatului României i-au fost recunoscute noile granițe prin Tratatul de la Versailles. Armata română a pierdut aproximativ 400.000 de soldați: morți, răniți, dispăruți sau prizonieri, iar pierderile cumulate ale germanilor, austriecilor, bulgarilor și otomanilor au fost estimate la aproximativ 60.000 de oameni.

### Marea Unire

Animație cu evoluția teritoriilor românești în decursul timpului

Realizarea Marii Uniri, prin unirea Basarabiei, Bucovinei, Transilvaniei, precum și a teritoriului denumit istoric Partium (Arad, Bihor, Satu Mare) cu Vechiul Regat, a fost rezultatul acțiunii românilor în conjunctura favorabilă de la sfârșitul Primului Război Mondial. Unirea acestor teritorii a fost posibilă în contextul afirmării internaționale a principiului autodeterminării naționalităților, exprimat în cele 14 puncte ale președintelui american Woodrow Wilson.
Basarabia

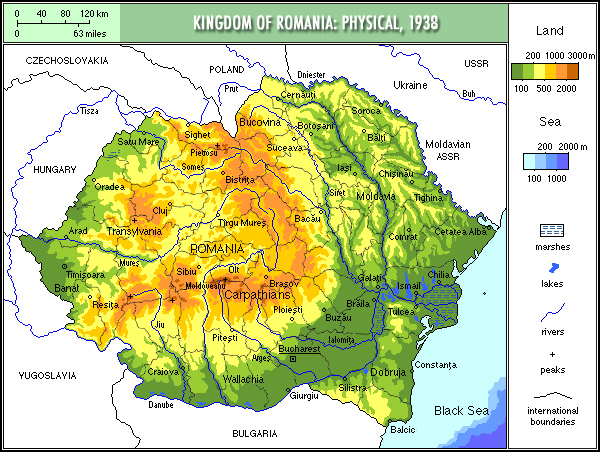
Harta fizică a Regatului României, 1939

În frunte cu Partidul Național Moldovenesc, creat în martie 1917, Basarabia a rezistat tendințelor Ucrainei de a o anexa, în contextul haosului total din Rusia revoluționară. În octombrie 1917 a avut loc la Chișinău un congres al ostașilor moldoveni, care a proclamat „autonomia teritorială și politică a Basarabiei" și a decis crearea Sfatului Țării ca organ reprezentativ. Conducerea sa executivă a fost încredințată unui consiliu director în frunte cu Ion Inculeț. La 2 decembrie 1917 se proclamă Republica Democratică Moldovenească, membră a Republicii Federative Ruse.
Pentru a opri anarhia militară din Basarabia consiliul director a apelat la guvernul român, care a trimis trupe, restabilind ordinea. Ca răspuns, la 13 ianuarie 1918, guvernul Rusiei Sovietice a întrerupt relațiile diplomatice cu România, sechestrând tezaurul României.  La 24 ianuarie 1918 Sfatul Țării a proclamat independența Republicii Democratice Moldovenești, care se alipește României la 27 martie 1918.
Bucovina
După semnarea păcii de la Brest-Litovsk (18 februarie 1918), Ucraina ridică pretenții asupra Bucovinei. Ca răspuns la manifestul „Către popoarele mele credincioase” al împăratului Carol I al Austriei, deputații români din parlamentul de la Viena constituie Consiliul Național Român (CNR). La inițiativa lui Sextil Pușcariu, la 14 octombrie 1918, se convoacă la Cernăuți o adunare națională, numită „Adunarea Constituantă de la Cernăuți”, care proclamă „unirea Bucovinei integrale” la celelalte provincii românești. Ca organe centrale s-au creat Consiliul Național și un Birou Executiv condus de Iancu Flondor. Consiliul Național cere guvernului român intervenția militară, care este aprobată la 23 octombrie 1918, pentru a contracara presiunile Ucrainei. La 12 noiembrie 1918, CNR a votat „Legea fundamentală provizorie asupra puterilor Țării Bucovinei”. La 15 noiembrie se convoacă Congresul General al Bucovinei, care a votat în unanimitate, cu sprijinul locuitorilor germani și polonezi, unirea cu România.
Transilvania
În Transilvania principalele forțe politice românești erau concentrate în jurul Partidului Național Român, condus de Iuliu Maniu, și al Secțiunii Române a Partidului Social Democrat din Ungaria (PSD-R), în frunte cu Ion Flueraș. La 29 septembrie 1918, prin Declarația de la Oradea, ele anunță hotărârea de autodeterminare și separarea politică de Ungaria. La 18 octombrie 1918 se constituie Consiliul Național Român Central (CNRC) ca organ politic unic al românilor din Transilvania, alcătuit din 6 membri ai PNR și 6 ai PSD-R. În noiembrie, în întregul teritoriu se formează consilii și gărzi naționale, după modelul CNRC. Acestea preiau de îndată controlul politic și administrativ, asigurând ordinea într-o perioadă tulbure. După nota ultimativă a CNRC adresată guvernului ungar, se desfășoară tratative româno-ungare la Arad în 13-14 noiembrie 1918, care însă nu dau rezultate.
În acest context, la 5 noiembrie 1918, prin manifestul „Către popoarele lumii”, se face cunoscută dorința națiunii române din Transilvania de a se uni cu Vechiul Regat. CNRC mai decide convocarea unei mari adunări plebiscitare care să adopte această hotărâre. La 7 noiembrie se publică textul convocării, Marea Adunarea Națională a Românilor întrunindu-se la 18 noiembrie 1918 la Alba Iulia. La 1 decembrie 1918 aceasta a proclamat în unanimitate unirea cu România.

### România interbelică

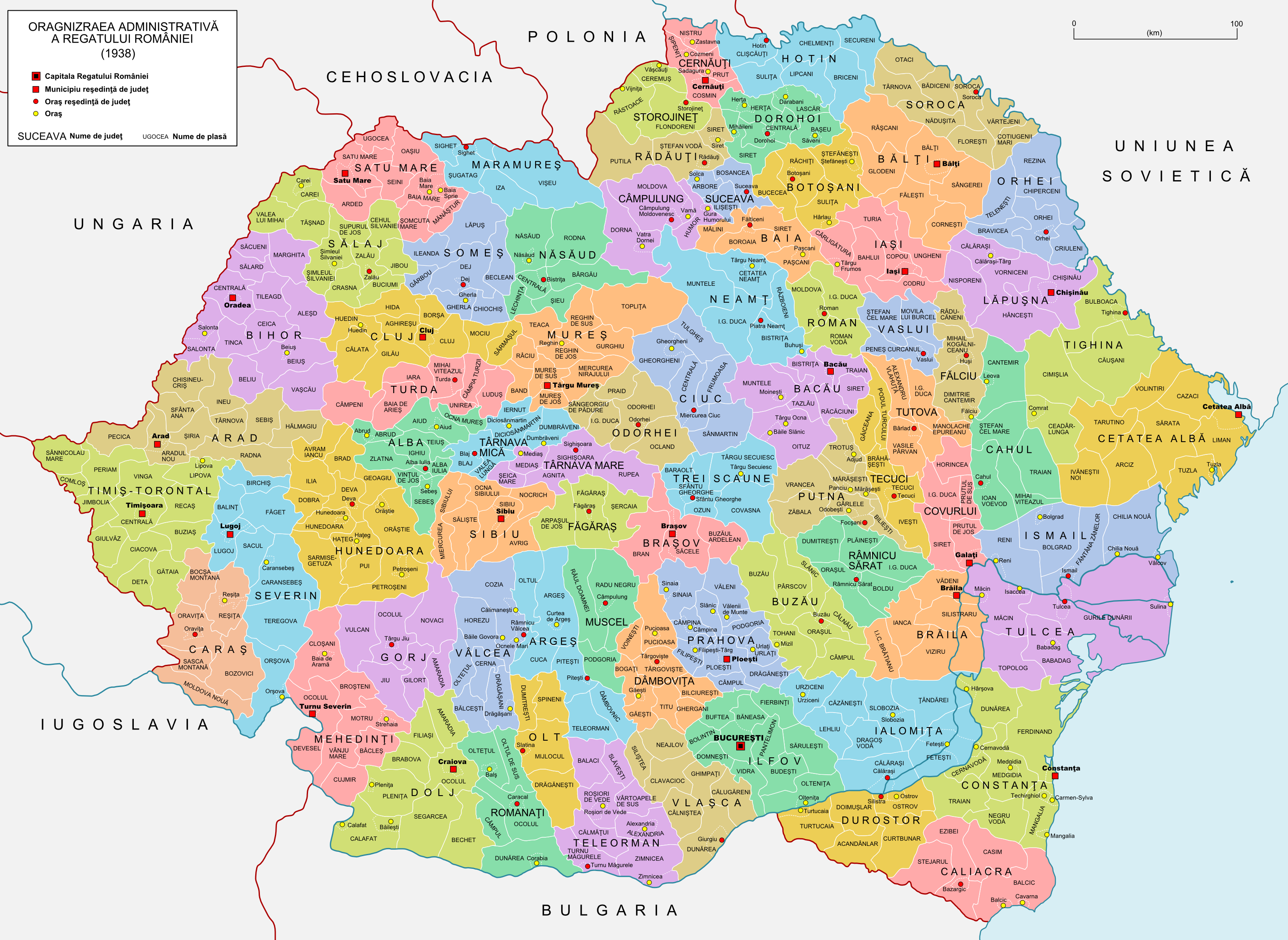
Județele, orașele și plasele Regatului României, 1938

În perioada imediat următoare războiului, Regatul României a fost pus într-o situație sensibilă, în care necesita să balanseze politica internă cu cea externă. Importanța acestui echilibru a fost sporit de caracterul incert pe care unirile cu provinciile românești le aveau în ochii anumitor state vecine, în special ai Rusiei sovietice.
În aprilie 1921 cei mai mulți membrii ai Partidului Comunist din România sunt arestați. Vor fi judecați, alături de evreul anarhist Max Goldstein în 1922, în Procesul din Dealul Spirii. Goldstein va fi condamnat la muncă forțată pe viață însă cei mai mulți comuniști români vor fi achitați, alegere conștientă luată de Guvernul Brătianu, cu scopul de a nu spori în mod pripit tensiunile dintre România și autoritățile bolșevice de la Moscova.
Regatul României a progresat în perioada interbelică, o nouă Constituție fiind adoptată în 1923. Majoritatea guvernelor românești din această perioadă au păstrat forma, dar nu și substanța unei monarhii constituționale liberale. La 15 octombrie 1922 are loc, la Alba-Iulia, încoronarea regelui Ferdinand I și a reginei Maria ca suverani ai României Mari. Partidul Național Liberal, în frunte cu Ion I. C. Brătianu, sfătuitorul regelui Ferdinand I, a fost forța politică dominantă după Primul Război Mondial și până la moartea aproape concomitentă a regelui Ferdinand I și a lui Ion I.C. Brătianu.
Criza dinastică din 1925 a fost provocată de prințul Carol, moștenitorul tronului, care, trimis în 1925 să reprezinte familia regală română la funeraliile Reginei Alexandra a Marii Britanii, nu s-a mai întors în țară, întâlnindu-se cu iubita sa, Elena Lupescu. La 12 decembrie, printr-o scrisoare, renunță la drepturile sale la tron, în favoarea fiului său Mihai. La 4 ianuarie 1926, Parlamentul îl proclamă moștenitor pe prințul Mihai. După moartea regelui Ferdinand la 20 iulie 1927, Mihai I este proclamat rege, domnind sub o regență formată din Principele Nicolae, Patriarhul Miron Cristea și primul președinte al Înaltei Curți de Casație și Justiție, Gheorghe Buzdugan. Neînțelegerile dintre cei trei subminează monarhia constituțională, încurajând agitațiile care susțineau revenirea lui Carol II la tron, ca „salvator" al țării. Datorită morții, la 24 noiembrie 1927, a lui I.I.C. Brătianu, P.N.Ț. obține la alegerile din 1927 o majoritate zdrobitoare. La 6 iunie 1930, Carol al II-lea vine în țară, fiind proclamat rege la 8 iunie 1930.

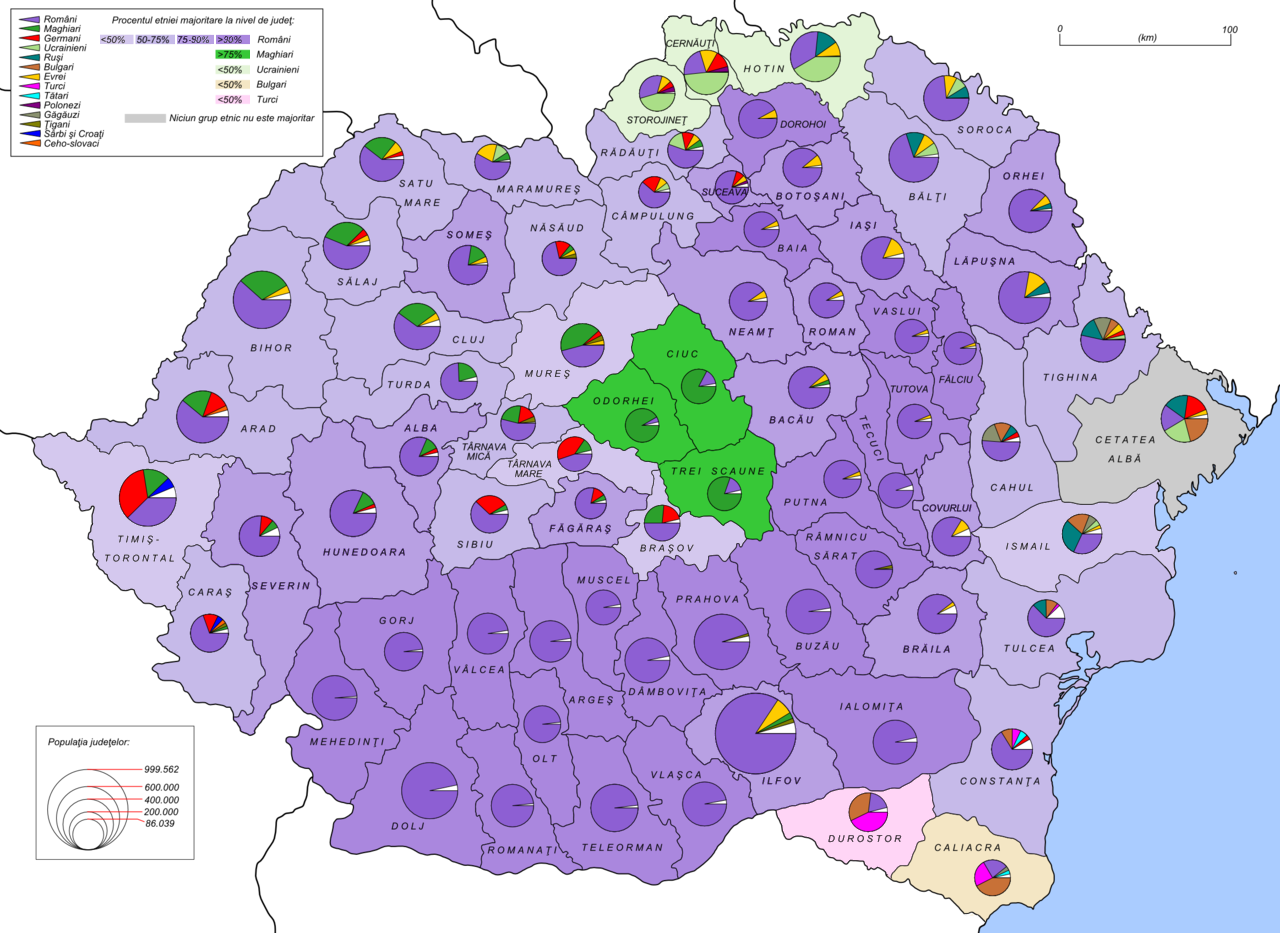
Structura etnică a populației pe județe conform recensământului din 1930

Domnia lui Carol al II-lea a reprezentat o trecere de la monarhia constituțională, la instaurarea unui regim de autoritate monarhică (dictatura regală instaurată în 1938). Carol al II-lea a sprijinit cultura și modernizarea societății românești, însă nu a avut nici un respect pentru sistemul democratic al țării. În anii 1930 s-a înregistrat o creștere a numărului partidelor ultra-naționaliste, mai ales a mișcării fasciste de extremă-dreaptă Garda de Fier, ce exploata naționalismul, frica de comunism și resentimentul față de dominația străină și în special față de dominația evreiască asupra economiei. Alegerile din 1937 au reprezentat un moment dificil pentru democrație. Datorită confuziei alegătorilor, nici unul dintre partide nu a obținut 40% din voturi, necesare pentru prima electorală; pe locul III, cu 15,58% s-au plasat legionarii. La 28 decembrie 1938, regele îl numește pe Octavian Goga prim-ministru, deși acesta conducea un partid minor, Partidul Național-Creștin.
La 10 februarie 1938, pentru a preveni formarea unui guvern ce avea să includă miniștrii din Garda de Fier, și în directă opoziție cu sprijinul lui Adolf Hitler pentru Garda de Fier, regele Carol al II-lea a dizolvat guvernul și a instituit o dictatură regală. Instituind starea de asediu și cenzura, el numește un guvern consultativ, în frunte cu Patriarhul Miron Cristea, având în componența sa pe generalul Ion Antonescu, ministru al apărării. În februarie 1938, Carol al-II-lea publică noua Constituție, care asigura baza juridică a regimului autoritar. Pentru a-și consolida puterea, el desemnează Consiliul de Coroană ca organ permanent și dizolvă partidele politice. Apreciindu-l pe conducătorul Italiei fasciste, Benito Mussolini, Carol al II-lea creează breslele de lucrători, în scopul organizării corporatiste a statului român. De asemenea, el creează ținuturile, conduse de rezidenți regali, pentru a avea un control mai puternic asupra administrației locale. În decembrie 1938, el creează „Straja Țării", după modelul tineretului hitlerist. Pentru a înlocui partidele politice, în decembrie 1938 se constituie Frontul Renașterii Naționale, primul organism politic de masă din istoria României.
Carol al II-lea a luat măsuri dure împotriva Gărzii de Fier, ordonând asasinarea lui Corneliu Zelea Codreanu în noiembrie 1938. La 21 septembrie 1939, ca o reacție la asasinat, un grup de legionari condus de Miti Dumitrescu îl asasinează pe Armand Călinescu. În contextul situației politice internaționale grave din Europa ulterioare datei de 1 septembrie 1939 și mai ales a pierderilor teritoriale din vara anului 1940, Carol al II-lea este silit să abdice la 6 septembrie 1940, lăsând puterea efectivă generalului Ion Antonescu, care va forma, la 15 septembrie, un guvern alături de legionari, proclamând Statul Național-Legionar.

### Al Doilea Război Mondial

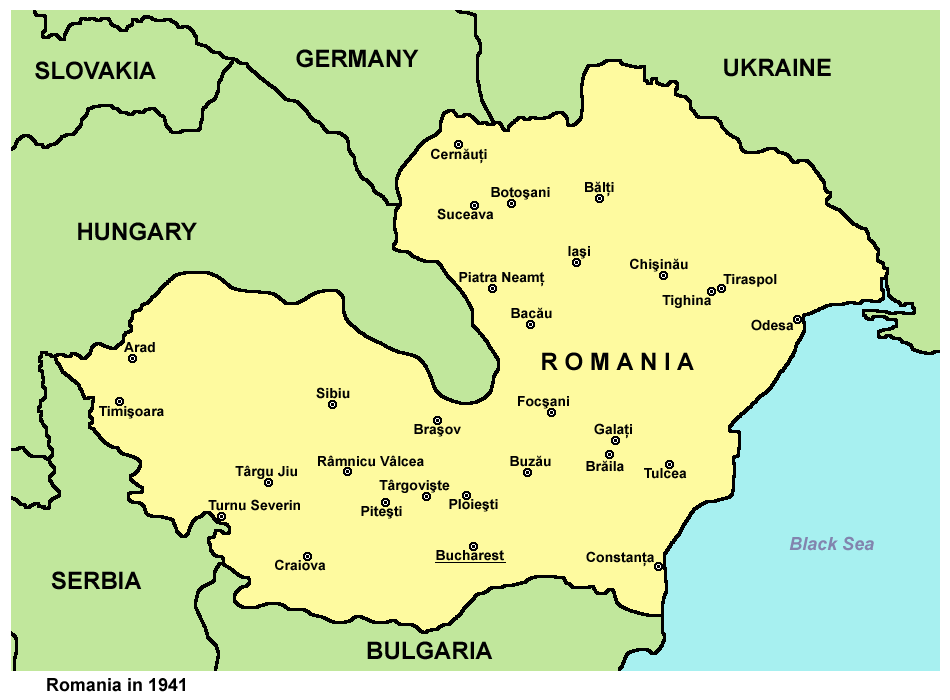
România în 1941

România a fost nevoită în iunie 1940 să evacueze și cedeze Basarabia, Bucovina de Nord și Ținutul Herța ca urmare a ultimatumului dat de Uniunea Sovietică, în urma Pactului sovieto-german, Ribbentrop-Molotov. Însă țara va rămâne neutră mai bine de un an (în decursul căruia România a permis evacuarea de la Varșovia, a membrilor guvernului, tezaurului și a conducătorilor forțelor armate poloneze spre Egiptul britanic). Regatul României își schimbă alianțele odată cu sosirea la putere a lui Ion Antonescu. Se aliază cu Puterile Axei în octombrie 1940 și intră în război de partea acestora în iunie 1941, în scopul de a recupera măcar teritoriile răpite de URSS: Basarabia, Bucovina de Nord și Ținutul Herței. După trei ani și două luni de campanii militare împotriva URSS, care duc armata română până în stepa din nordul Caucazului și înapoi, la data de 23 august 1944 (armata sovietică fiind deja în Moldova de nord încă din luna martie a aceluiaș an), regele Mihai își dă acordul pentru înlăturarea prin forță a mareșalului Antonescu dacă acesta va refuza semnarea armistițiului cu Națiunile Unite. În urma refuzului net al lui Ion Antonescu, regele Mihai l-a destituit și l-a arestat, iar România a trecut de partea Aliaților. Participarea României la cel de-al doilea război mondial s-a caracterizat așadar prin două campanii: cea din est, pentru eliberarea Basarabiei și Bucovinei, pierdută, și cea din vest, pentru eliberarea Transilvaniei, câștigată. La încheierea războiului, pe planul diplomatic doar participarea de partea Axei a fost luată în cont, și România a semnat Tratatul de pace de la Paris (1946) ca stat dușman învins. Pierderile Regatului României s-au cifrat la aproximativ 300.000 în luptele cu URSS și 169.822 în luptele cu Germania nazistă.

### De la Regatul României la Republica Populară Română
Regatul României a continuat să existe între anii 1945-1947. Această perioadă a fost marcată de o puternică instabilitate economică (deprecierea accentuată a leului vechi și dezorganizarea economică) și de sovietizarea instituțiilor politice a statului român.
La mai puțin de 3 ani de la ocupația sovietică a României, la data de 30 decembrie 1947, regele Mihai I a fost forțat să abdice. A fost proclamat ilegal Republica Populară Română.

## Economie

### Progresul economic de pe vremea lui Carol I
După ridicarea la regat, economia României a progresat foarte mult. Odată cu încoronarea lui Carol I s-au creat industriile moderne de care țara avea nevoie pentru a progresa în stilul european.
Transportul modern a progresat în această perioadă. S-au adus primele căi ferate, ce au fost extinse prin toată România de atunci. Din întinsa rețea feroviară s-a constituit Societatea Căile Ferate Române (abreviat C.F.R). Astfel, s-au construit pentru C.F.R garnituri de trenuri ce transportau mărfurile românești în întreaga Europă. În contextul dezvoltării industriale și a lărgirii pieței interne a avut loc modernizarea telecomunicațiilor și extinderea rețelei de transporturi. Astfel în anul 1869 a fost dată în folosință prima cale ferată (drum de fier) din Regatul României, calea ferată București–Giurgiu, iar în 1872 calea ferată București–Galați. În 1879 a fost realizată joncțiunea liniei București–Predeal cu rețeaua feroviară din Austro-Ungaria, prin Transilvania. 
În anul 1895, regele Carol I a inaugurat Podul de la Cernavodă, lucrare de marcă europeană a inginerului Anghel Saligny. La 27 septembrie 1896 împăratul Franz Joseph al Austriei, împreună cu regii Carol I al României și Alexandru I al Serbiei, a inaugurat la Orșova canalul navigabil de la Porțile de Fier, care a ușurat și a impulsionat traficul comercial pe Dunăre.  
Industria, care până atunci era inferioară marilor puteri, a cunoscut o deosebită evoluție. Datorită descoperii petrolului, s-au construit primele rafinării, creându-se astfel domeniul industrial petrolier. Fabricile din domeniul textil, forestier și alimentar s-au dublat ca număr și au ridicat economia noii țări de lagurile Dunării. Totuși, influența capitalului străin în industrie a dus la concentrarea ei în anumite zone și a lăsat regiuni întregi ale României să rămână în urmă cu dezvoltarea economică.
Agricultura românească a fost impulsionată prin utilarea cu mașini agricole achiziționate din țările din vestul dezvoltat. Câmpia Bărăganului, care era o întinsă stepă, a fost colonizată și cultivată, devenind cel mai însemnat grânar al Europei. Grâul românesc era vândut în afară, împreună cu alte culturi, ca porumbul, sfecla de zahăr și cartoful. Tratatul comercial cu Austro–Ungaria, semnat în 1875 pe o perioadă de 10 ani, stipula că România putea exporta produse agricole în condiții avantajoase pe marea piață din acest imperiu.

### Refacerea economiei
Economia s-a refăcut greu, dar in puțin timp. România hrănea toată Europa din propria agricultură ceea ce a contribuit la redresarea economiei.

## Demografia

### Urbanizarea
Conform recensământului din 1930, cele mai populate orașe erau: București - 570.881 locuitori (639.040 - incluzând 12 comune suburbane), Chișinău - 114.896 locuitori, Cernăuți - 112.427 locuitori, Iași - 102.872 locuitori, Cluj - 100.844 locuitori, Galați - 100.611 și Timișoara - 91.580 locuitori.

## Cronologie
| 1859      | Unirea Principatului Moldovei cu Țara Românească, sub conducerea domnitorului Alexandru Ioan Cuza. |
| 1862      | Unirea formală a Moldovei cu Țara Românească, formându-se principatul României. |
| 1866      | Cuza este forțat să abdice în favoarea lui Carol I. |
| 1877      | (9 mai) Este declarată independența României. |
| 1878      | Sub Tratatul de la Berlin, Imperiul Otoman recunoște independența României, dar sudul Basarabiei este reanexat de Rusia. |
| 1881      | Carol I este încoronat rege al României. |
| 1907      | Răscoala Țărănească din 1907 Proteste ale țărănimii izbucnesc în întreaga Românie, 421 țărani sunt uciși conform autorităților. |
| 1914      | (28 iulie) Începutul Primului Război Mondial. România se declară neutră. (10 octombrie) Moare Regele Carol I, urmat la tron de nepotul său, Ferdinand I. |
| 1916      | (2 martie) Moare Regina Elisabeta a României. (27 august) România intră în Primul Război Mondial, de partea Antantei. |
| 1918      | „România Mare” (27 martie) Unirea Basarabiei cu România. Unirea Bucovinei cu România. Regele Ferdinand I, Regina Maria și Guvernul se întorc triumfal în București, după 4 ani aflați în exil la Iași. (1 decembrie) Declarația de la Alba Iulia proclamă unirea Transilvaniei cu România. |
| 1919      | Conflict între România și Ungaria aflată sub regimul comunist al lui Bella Kun. Armata română ocupă Budapesta la 4 august 1919, care se va afla sub administrație militară până pe 16 noiembrie 1919. |
| 1920      | (4 iunie) Tratatul de la Trianon consfințește unirea României. |
| 1921      | Reforma agrară. |
| 1922      | (15 octombrie) Are loc, la Alba Iulia, încoronarea Regelui Ferdinand I și Reginei Maria ca suverani ai tuturor românilor. |
| 1923      | Constituție adoptată pe baza proiectului Partidului Național Liberal care garanta cetățenia evreilor și altor minorități lipsite de drepturi. Este fondată Liga Apărării Național Creștine (LANC). |
| 1924      | Membru al LANC (mai târziu fondator al Gărzii de Fier) Corneliu Zelea Codreanu îl asasinează pe șeful poliției Iași, dar este achitat. |
| 1925      | Carol al II-lea renunță pentru a doua oară la tronul României, stabilindu-se în Franța. |
| 1926      | Este adoptată Legea electorală liberală. "Mica Antantă" cu Cehoslovacia și Iugoslavia Tratatul Franco-Român. |
| 1927      | Partidul Național Țărănesc (24 iunie) Corneliu Zelea Codreanu se desprinde de LANC, formând Legiunea Arhanghelul Mihail, mai târziu numită și Garda de Fier. (20 iulie) Prințul Mihai urcă pe tron, la numai 5 ani, în urma decesului bunicului său, Regele Ferdinand I. |
| 1929      | Începutul Marii Crize. |
| 1930      | Carol al II-lea este încoronat rege al României. |
| 1931      | Prima interzicere a Gărzii de Fier. |
| 1933      | (16 februarie) Muncitorii de la Atelierele Grivița protestează violent, dar sunt reprimați de poliție. (10 decembrie) Prim-ministrul Ion Duca dizolvă Garda de Fier, arestând mii de membri ai acesteia; 19 zile mai târziu este asasinat de o echipă de legionari, numită Nicadori. |
| 1935      | LANC și Partidul Național Agrar se contopesc, formând Partidul Național Creștin (PNC), cu o doctrină fascistă. Partidul se declară încă de la început o formațiune naționalistă, antisemită și anticomunistă, iar sloganul este „România a românilor!” |
| 1937      | „Pactul de non-agresiune electorală” între Partidul Național Țărănesc și Garda de Fier, mai târziu incluzând Partidul Național Liberal georgist, Uniunea Agrară și Partidul Evreiesc. Partidul Comunist Român denunță pactul, dar în practică, îi susține pe țărăniști. PNC formează un guvern, dar intră repede în conflict cu Carol al II-lea asupra minorității evreiești. |
| 1938      | (10 februarie) Dictatura regală este declarată. Noua constituție este adoptată la 27 februarie. (18 iulie) Moare Regina Maria a României. (29-30 noiembrie) Liderul Gărzii de Fier, Corneliu Zelea Codreanu, și alți 13 legionari (Nicadorii și Decemvirii), sunt asasinați la ordinele regelui Carol al II-lea. |
| 1939      | (7 martie) Armand Călinescu formează un guvern. Pactul Molotov-Ribbentrop stipulează „interesele sovietice” în Basarabia. (1 septembrie) Germania invadează Polonia. Începutul celui de-Al Doilea Război Mondial. (6 septembrie) România se declară neutră. (21 septembrie) Premierul Armand Călinescu este asasinat, de către un grup de legionari condus de avocatul Miti Dumitrescu. |
| 1940      | (4 septembrie) Generalul Ion Antonescu devine prim-ministru al României. (6 septembrie) Carol al II-lea abdică și cedează tronul fiului său, Mihai. (14 septembrie) Prin Decret Regal, semnat de Regele Mihai I, România este proclamată Stat Național-Legionar. Generalul Ion Antonescu se autodeclară Conducătorul statului român și șeful regimului legionar, iar comandantul Mișcării Legionare, Horia Sima, este numit vicepreședinte al Consiliului de Miniștri și vicesecretar de Stat. |
| 1941      | (21-23 ianuarie) Are loc Rebeliunea legionară. România intră în război de partea Germaniei, și eliberează teritoriile anexate de URSS în urma ultimatumului din seara zilei de 26 iunie 1940. |
| 1944-1945 | (23 august) Regele Mihai I ordonă arestarea Mareșalului Ion Antonescu România luptă contra Germaniei. |
| 1947      | Abolirea Monarhiei la 30 decembrie. Printr-o lovitură de stat comunistă, Regele Mihai I este forțat să abdice șă să renunțe la conducerea statului. |

## Cei patru regi ai României

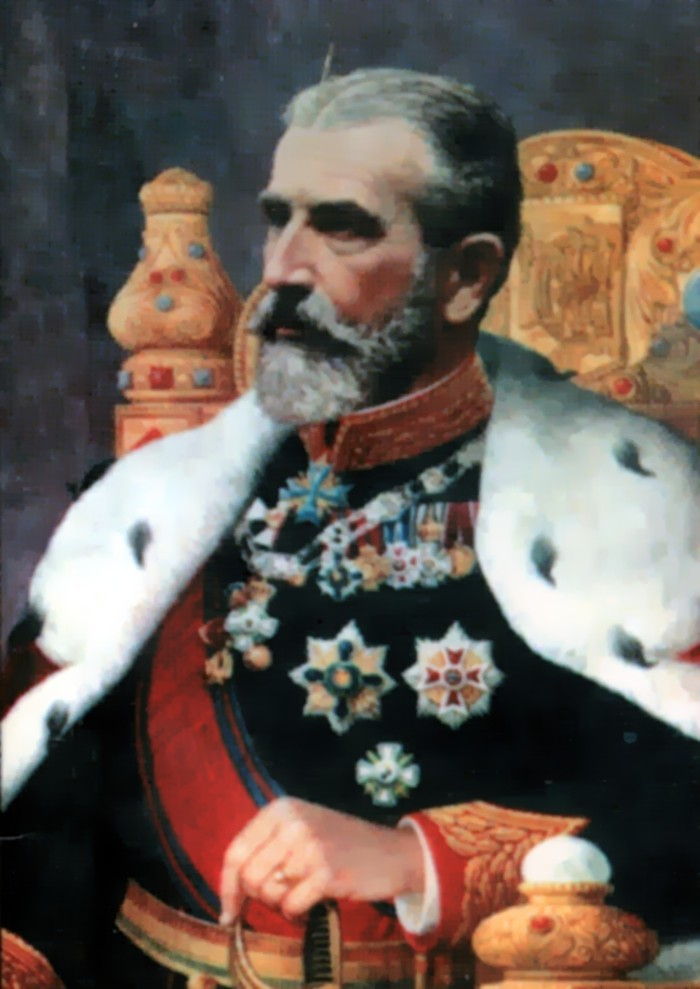
Carol I
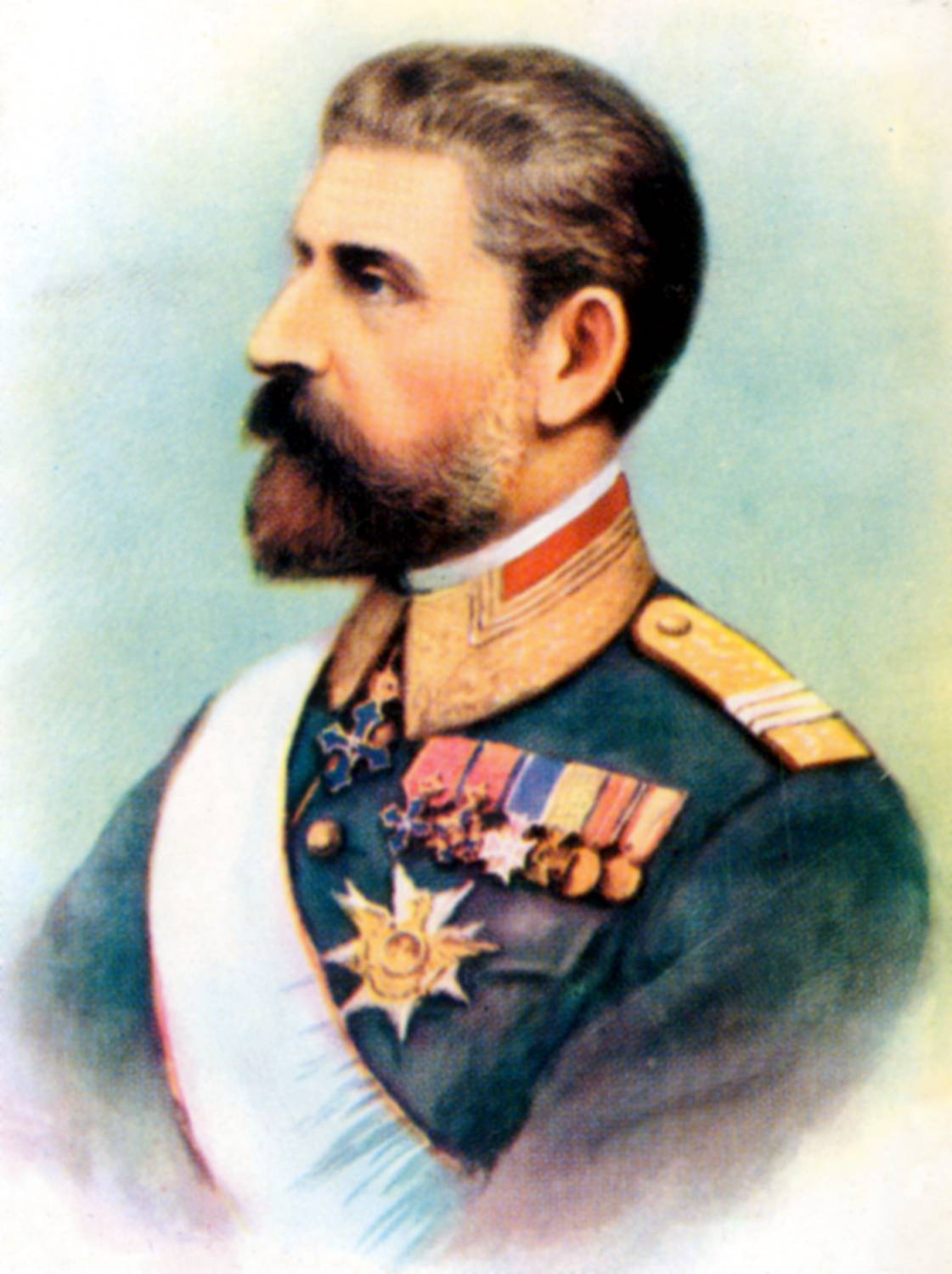
Ferdinand I
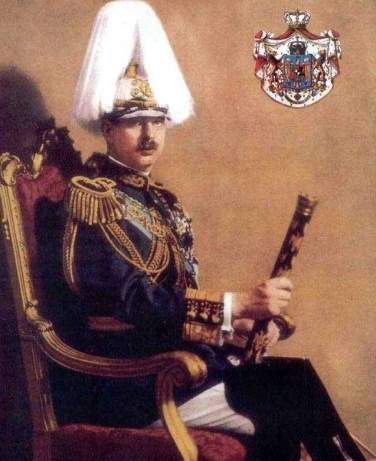
Carol al II-lea
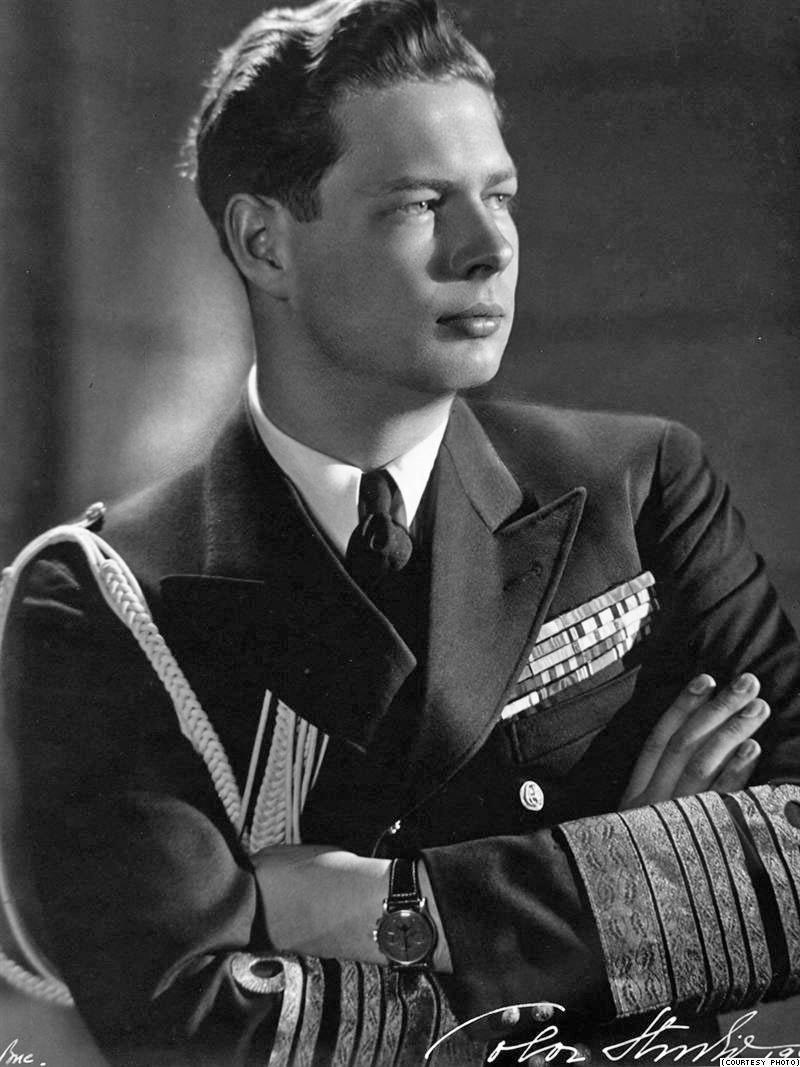
Mihai I